# Odinokim predostavljajetsja obsjjezjitije
Odinokim predostavljajetsja obsjjezjitije (russisk: Одиноким предоставляется общежитие, da.: ~ De enlige har en sovesal til rådighed) er en sovjetisk spillefilm fra 1984 instrueret af Samson Samsonov.

## Medvirkende
- Natalja Gundareva som Vera Nikolajevna Golubeva
- Aleksandr Mikhajlov som Victor Petrovitj Frolov
- Tamara Sjomina som Larisa Jevgenjevna
- Jelena Drapeko som Nina
- Frunzik Mkrtchyan som Vartan